# Activision Blizzard
Activision Blizzard, Inc is de Amerikaanse houdstermaatschappij van Activision en Blizzard Entertainment, ontwikkelaars en uitgevers van computerspellen zoals Call of Duty en Warcraft. Het bedrijf is het resultaat van een fusie tussen Activision en Vivendi Games, geïnitieerd door toenmalig eigenaar Vivendi SA.

## Geschiedenis
Op 2 december 2007 werd aangekondigd dat Activision wil fuseren met collega-computerspelontwikkelaar en uitgever Vivendi Games. In april 2008 gaf de Europese Commissie hiervoor toestemming en op 8 juli keurden de aandeelhouders de fusie goed. De deal werd gesloten op 9 juli 2008, en de totale transactie heeft een geschatte waarde van US$ 18,8 miljard.
Vivendi was de meerderheidsaandeelhouder, met ooit een belang van meer dan 60% in het bedrijf. De rest van de aandelen wordt gehouden door institutionele en particuliere beleggers en wordt verhandeld op de NASDAQ. Activision en Blizzard Entertainment blijven bestaan als afzonderlijke entiteiten.
In de zomer van 2013 vatte Activision Blizzard het plan op om zich los te maken van Vivendi. Ondanks klachten van een aandeelhouder konden de plannen worden doorgezet waardoor het belang van Vivendi terug werd gebracht naar 12% en Activision Blizzard onafhankelijk werd. Bij dezelfde transactie heeft een investeringsgroep, genaamd ASAC II LP, geleid door Activision Blizzard CEO Bobby Kotick en Co-Chairman Brian Kelly een belang genomen van ongeveer 25%. In mei 2014 verkocht Vivendi nog eens een aandelenbelang van 5,8% voor US$ 850 miljoen.

### Overname King Digital Entertainment
Begin november 2015 werd bekend dat Activision Blizzard voor US$ 5,9 miljard King Digital Entertainment, de maker van de mobiele game Candy Crush, gaat overnemen. Het is een van de duurste overnames in de game-geschiedenis. Het in Ierland gevestigde King Digital behaalde in de afgelopen twaalf maanden een omzet van US$ 2,1 miljard. In dezelfde periode noteerde Activision Blizzard een omzet van US$ 4,7 miljard. De totale wereldwijde game-industrie is volgens de bedrijven zo'n US$ 36 miljard groot en samen denken de twee harder te kunnen groeien. King Digital ontwikkelt vooral spellen voor mobiele telefoons en Activision Blizzard vooral voor andere - minder mobiele - platformen.

### Rechtszaak over seksuele intimidatie en ongelijke behandeling werknemers
In de zomer van 2021 werd het bedrijf door een overheidsinstantie van de staat Californië aangeklaagd. In de aanklacht wordt het bedrijf beschuldigd "een seksistische cultuur te bevorderen en vrouwen minder te betalen dan mannen". Eind juli staakten 200 medewerkers tegen de slechte behandeling van vrouwelijke werknemers. De president van Blizzard, Brack, is wegens het schandaal afgetreden. In oktober werd bekend dat meer dan 20 medewerkers zijn ontslagen en minstens 20 andere medewerkers zijn berispt, dit alles na een intern onderzoek. Verder schikte het bedrijf met de Equal Employment Opportunity Commission (EEOC) voor een bedrag van US$ 18 miljoen waarmee slachtoffers worden gecompenseerd. Tot medio januari 2022 waren er 37 mensen ontslagen en 44 bestraft in verband met deze klachten.

### Overnamebod Microsoft
In januari 2022 heeft Microsoft een bod gedaan van US$ 68,7 miljard (ca. €60 miljard) op Activision Blizzard. Na de overname zullen zoveel mogelijk spellen van Activision Blizzard toegevoegd worden aan Game Pass, dat intussen al meer dan 25 miljoen gebruikers heeft. Het is verreweg de duurste overname tot nu toe in de computerspelindustrie.
Als de antitrustdivisie van het Amerikaanse ministerie van Justitie de overname goedkeurt, blijft Activision Blizzard onafhankelijk werken. Maar het bedrijf zal zich vanaf dan wel moeten verantwoorden tegenover Phil Spencer, de CEO van Xbox.